# Chalonnes-sur-Loire
 Chalonnes-sur-Loire  es una población y comuna francesa, en la región de Países del Loira, departamento de Maine y Loira, en el distrito de Angers. Es el chef-lieu y mayor población del cantón de Chalonnes-sur-Loire.

## Demografía
| 4058 | 4259 | 4682 | 5281 | 5354 | 5594 |
| Para los censos de 1962 a 1999 la población legal corresponde a la población sin duplicidades (Fuente: INSEE [Consultar]) |      |      |      |      |      |